# Skaltjärnen (Trehörningsjö socken, Ångermanland)
Skaltjärnen är en sjö i Örnsköldsviks kommun i Ångermanland och ingår i Husåns huvudavrinningsområde. Sjöns area är 0,005 kvadratkilometer och den befinner sig 390 meter över havet.